# Peter Eichenseher
Peter Eichenseher (* 26. Februar 1954 in München) ist ein deutscher Politiker (Alternative für Deutschland seit 2019, Bündnis 90/Die Grünen bis 2015).
Nach dem Abitur 1975 studierte Eichenseher an der Musikhochschule Detmold und schloss 1979 als Diplom-Tonmeister ab. Von 1980 bis 1984 war er Tonmeister des Bayerischen Rundfunks, von 1985 bis 1994 war Eichenseher als freier Tonmeister für verschiedene ARD-Anstalten tätig, im Anschluss an diese Zeit arbeitete er für den WDR.
Eichenseher war von 1995 bis 2005 Abgeordneter des zwölften und dreizehnten Landtags von Nordrhein-Westfalen. Er zog jeweils über die Landesliste seiner Partei in den Landtag ein. Zuvor war Eichenseher sechs Jahre lang Mitglied des Kreistages von Höxter. Im September 2015 ist er aus den Grünen ausgetreten.
Seit 2019 ist Eichenseher Mitglied der Alternative für Deutschland.